# Sofiane Makhloufi
Sofiane Makhloufi (arabe : سفيان المخلوفي) est un homme politique tunisien, élu lors des élections législatives de 2019 pour siéger à l'Assemblée des représentants du peuple comme représentant de la circonscription de la Manouba.

## Biographie
Ancien journaliste du magazine Le Maghreb arabe, il a été membre de la Ligue tunisienne des droits de l'homme, mais aussi un dirigent au sein du Parti démocrate progressiste et de l'Alliance démocratique, avant d'intégrer le Courant démocrate. 
Le 15 octobre 2017, lors du 5e conseil national de ce dernier, il est élu membre de son bureau politique.
À l'occasion des élections législatives de 2019, il est élu député de la circonscription de la Manouba.